# Gare de Zeebruges-Formation
La gare de Zeebruges-Formation (en néerlandais : Station Zeebrugge-Vorming) (anciennement Zeebruges-Central et Zeebruges-Ouest) est une gare de triage située le long des lignes ferroviaires 51A et 51A/1 dans le port de Bruges-Zeebruges. La gare disposait de deux faisceaux - A et B - de respectivement 9 et 19 voies. À partir de 2009, ces deux faisceaux ont été transformés en un seul faisceau de formation de 30 voies. Dans le cadre de ce remaniement, un nouveau faisceau de 10 voies a été construit près du village de Zwankendamme, qui sera étendu à l'avenir à 24 voies. Pour cela, la gare de Zwankendamme a du être supprimé.